# Gare Saint-Lazare
Gare Saint-Lazare ou Gare de Paris-Saint-Lazare é um dos seis terminais ferroviários de Paris. Ela está situada no 8º arrondissement.   
Primeira estação edificada na Ilha de França desde 1837 e afetada principalmente depois do trem de subúrbio, é a segunda estação mais movimentada de Paris. Transporta 100 milhões de usuários por ano. Ela perdeu o primeiro lugar depois da abertura da Linha A do RER, que retirou boa parte do tráfego proveniente do subúrbio oeste. Ela serve igualmente a Normandia.

## História
A Gare Saint-Lazare foi criada em 1837 com a abertura da Linha de Paris - Saint-Germain-en-Laye ou Linha Paris - Saint-Germain-en-Laye. Nesta época a estação se chamava "Embarcadére des Batignolles" e se localizava um pouco antes da moderna estação.
Em 1841, uma segunda estação foi criada no local da moderna estação. O projeto é do arquiteto Alfred Armand.
A terceira estação foi construída pelo arquiteto Alfred Armand e o engenheiro Eugène Flachat no local moderno, rue Saint-Lazare, de onde vem o nome. Foi construída em um longo período de 1842 a 1853.

As diferentes zonas direcionais em função da estação de origem, a da gare Saint Lazare está ao centro.

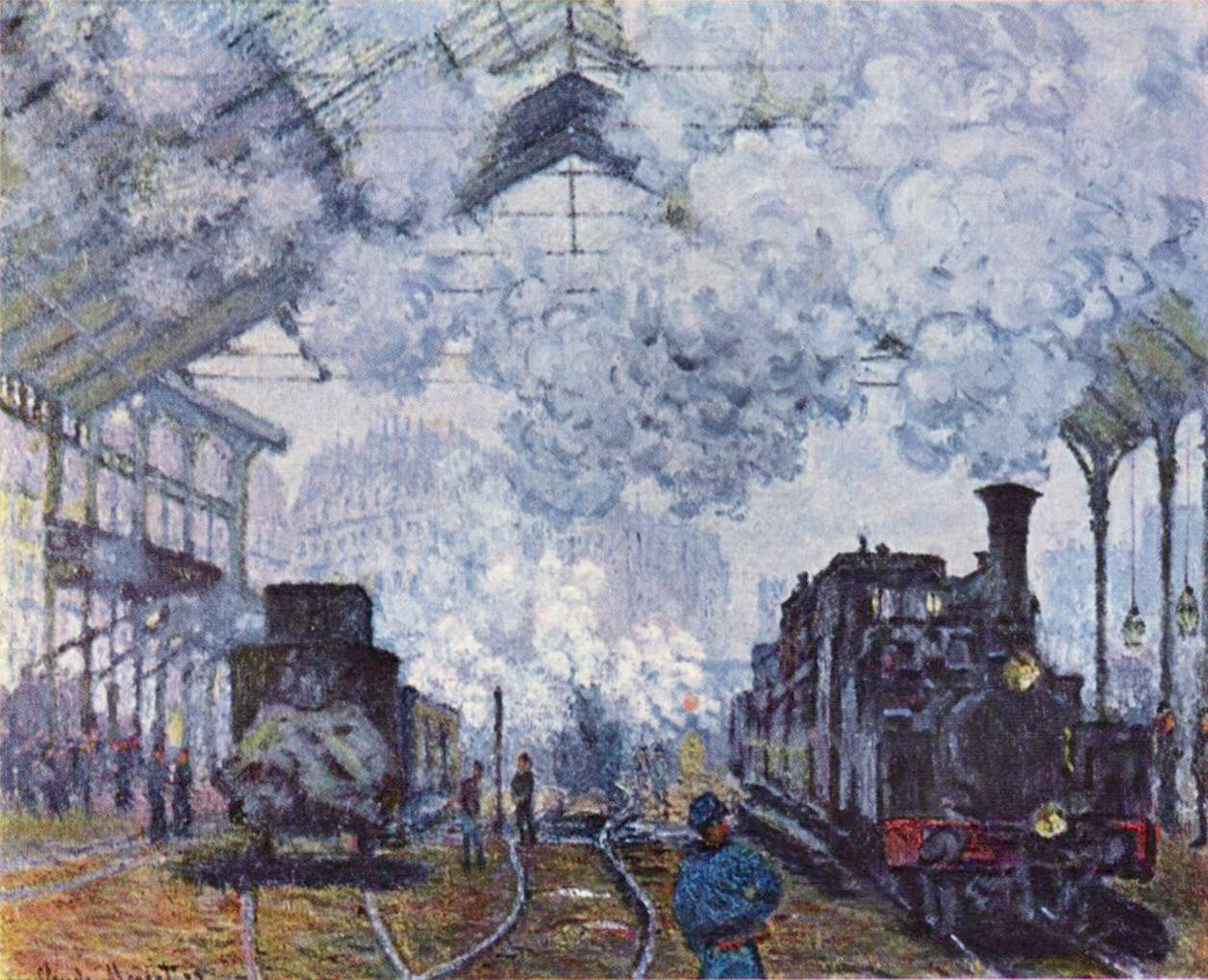
A ala de Saint-Lazare por Claude Monet.

Em 1867, a gare Saint-Lazare iniciou as extensões para a quarta estação, inaugurada em 2 de junho, à ocasião da Exposição universal, por Napoleão III. O tunnel de l'Europe foi suprimido e trocado por uma ponte metálica reconstruída mais tarde em 1931.
De 1885 a 1889 um importante alargamento conferiu à gare Saint-Lazare sua fisionomia moderna. Os trabalhos são do arquiteto Juste Lisch. Restaurada em 1936, a gare apresenta, frente ao cour de Rome, sua bela escada dupla junta a uma escada rolante. Em 1907, um projeto de estação subterrânea dedicada aos trens de subúrbio é estudada, mas não é feita.
Em 1972, a linha de Saint-Germain-en-Laye, integrada à Linha A do RER é transferida à RATP e aberta a nova estação Auber no bairro de l'Opéra, situada à 500 metros.
A Gare Saint-Lazare é disposta de 27 vias e está em correspondência com muitas linhas de transporte urbano (metrô, ônibus e RER).
A Gare Saint-Lazare se conectou com a Linha E do RER a partir de 1999.

## Serviços
A Gare Saint-Lazare possui serviços de ligação com o Metrô de Paris (linhas 3, 12, 13 e 14) na Estação Saint-Lazare e com o RER (linha E) na Estação de Haussmann - Saint-Lazare.

## Galeria

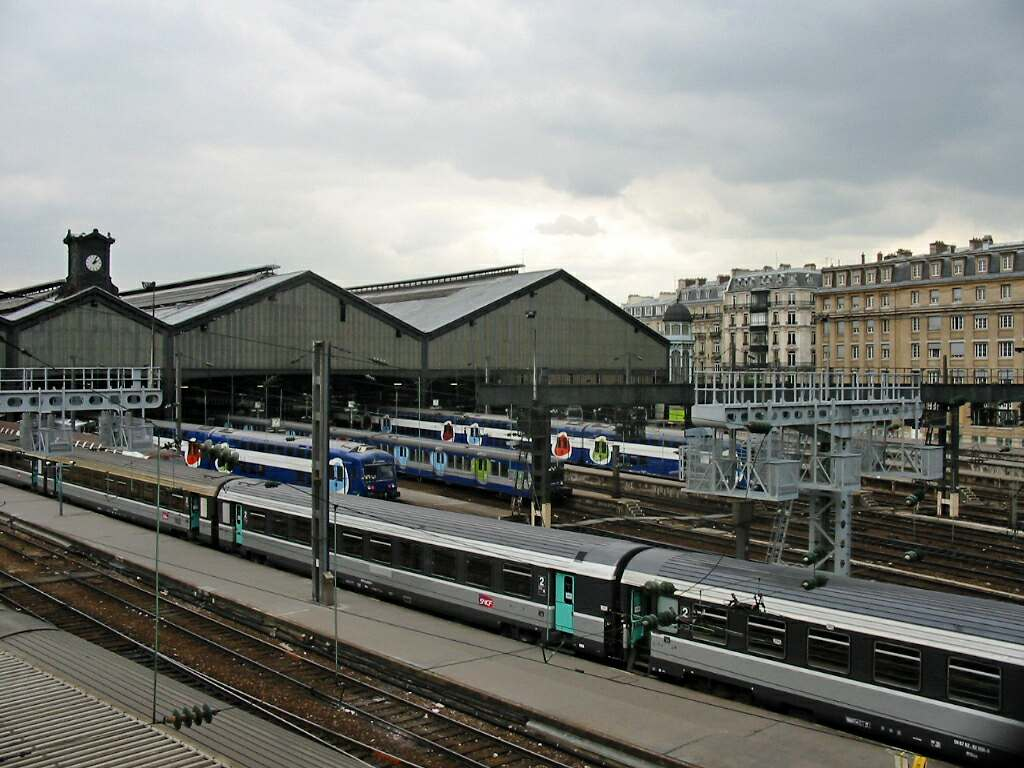
A estação, vista da pont de l'Europe.
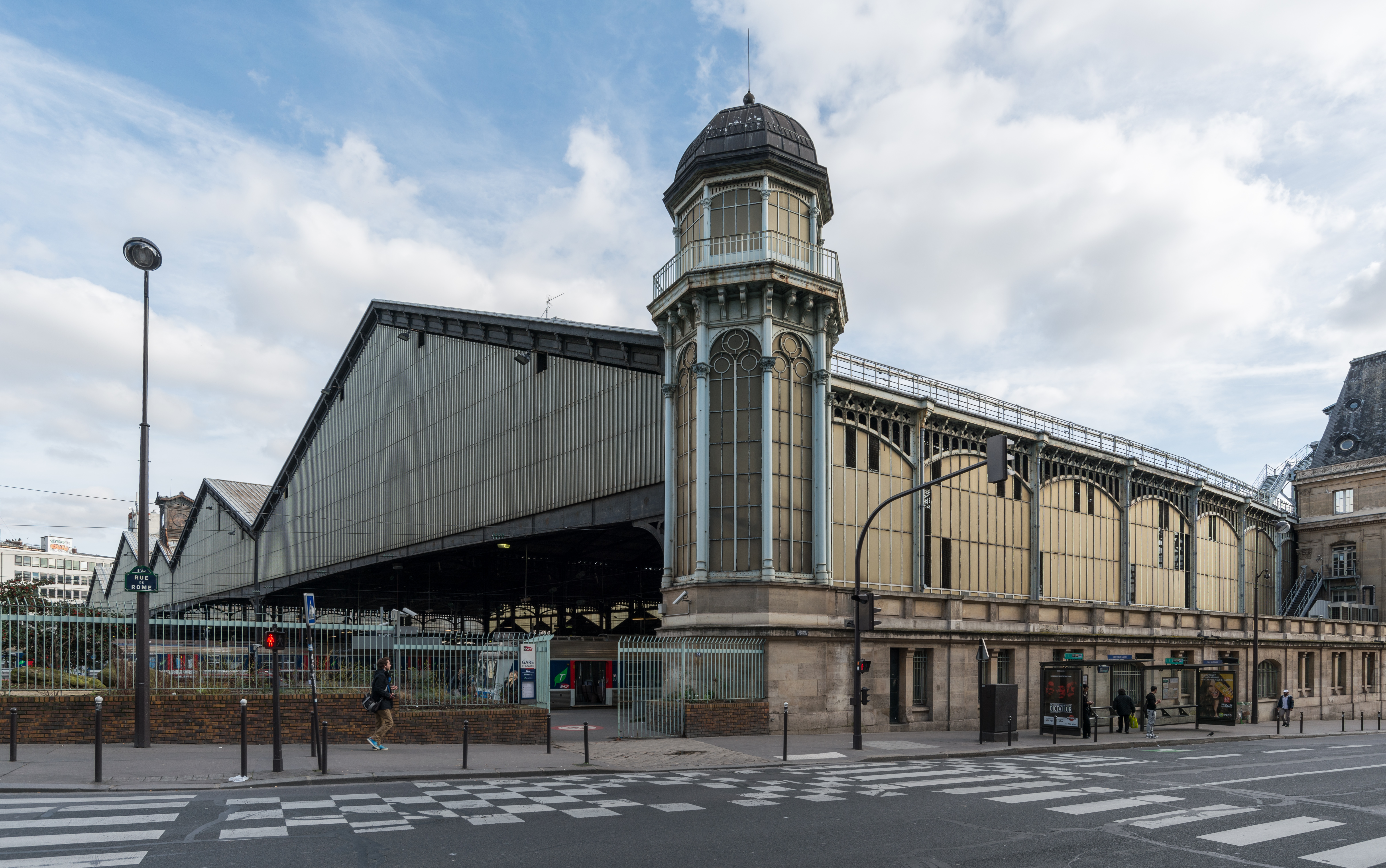
A estação, perto da rue de Rome.
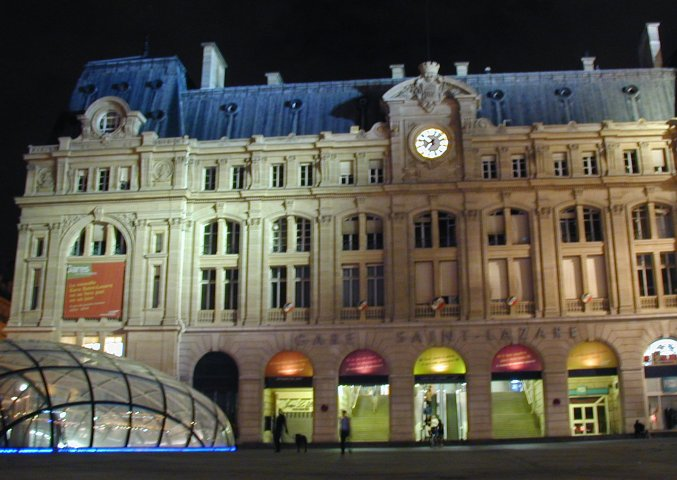
Fachada da estação, de noite, com a edícula de vidro feita por Jean-Marie Charpentier.
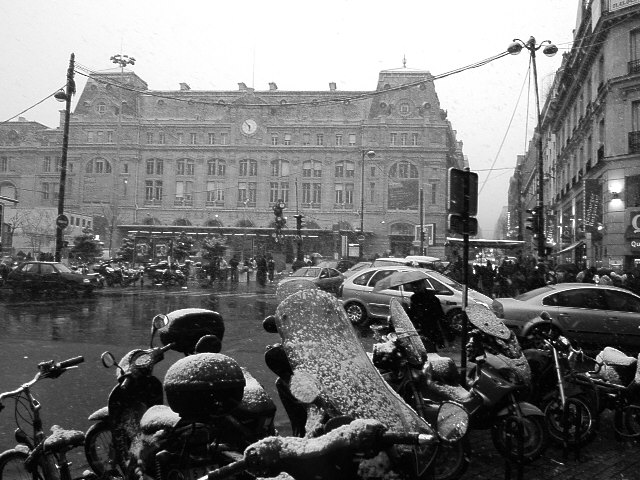
A estação, perto da rue d'Amsterdam.